# Marco Ambrosini

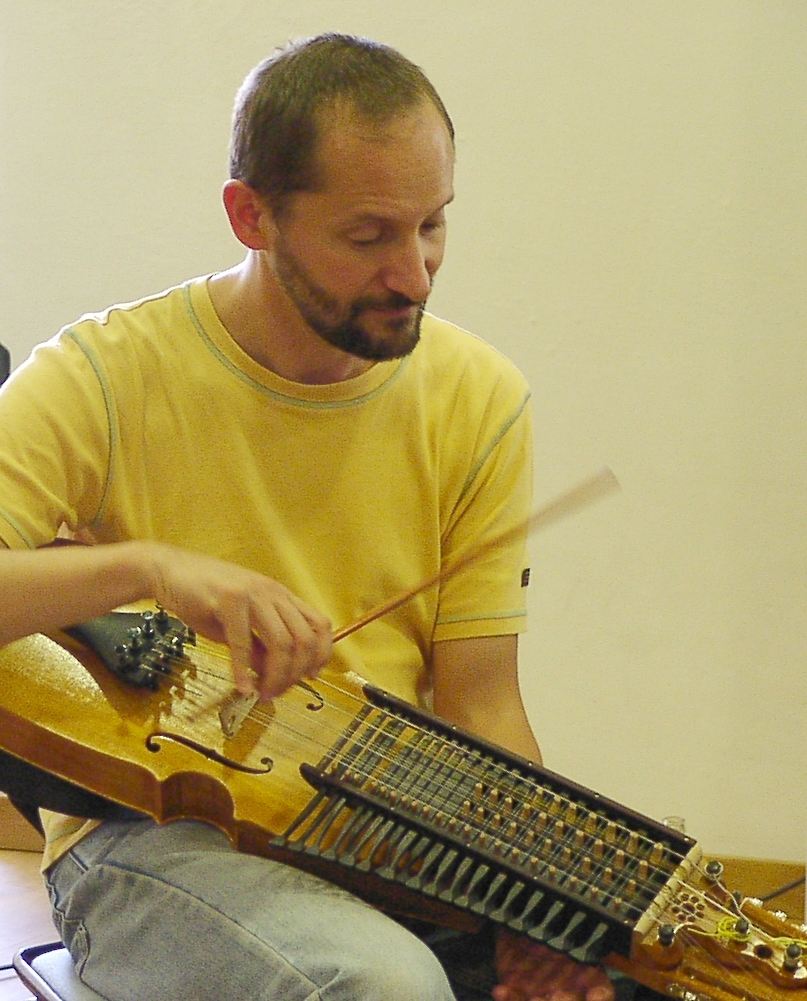
Marco Ambrosini mit der Nyckelharpa

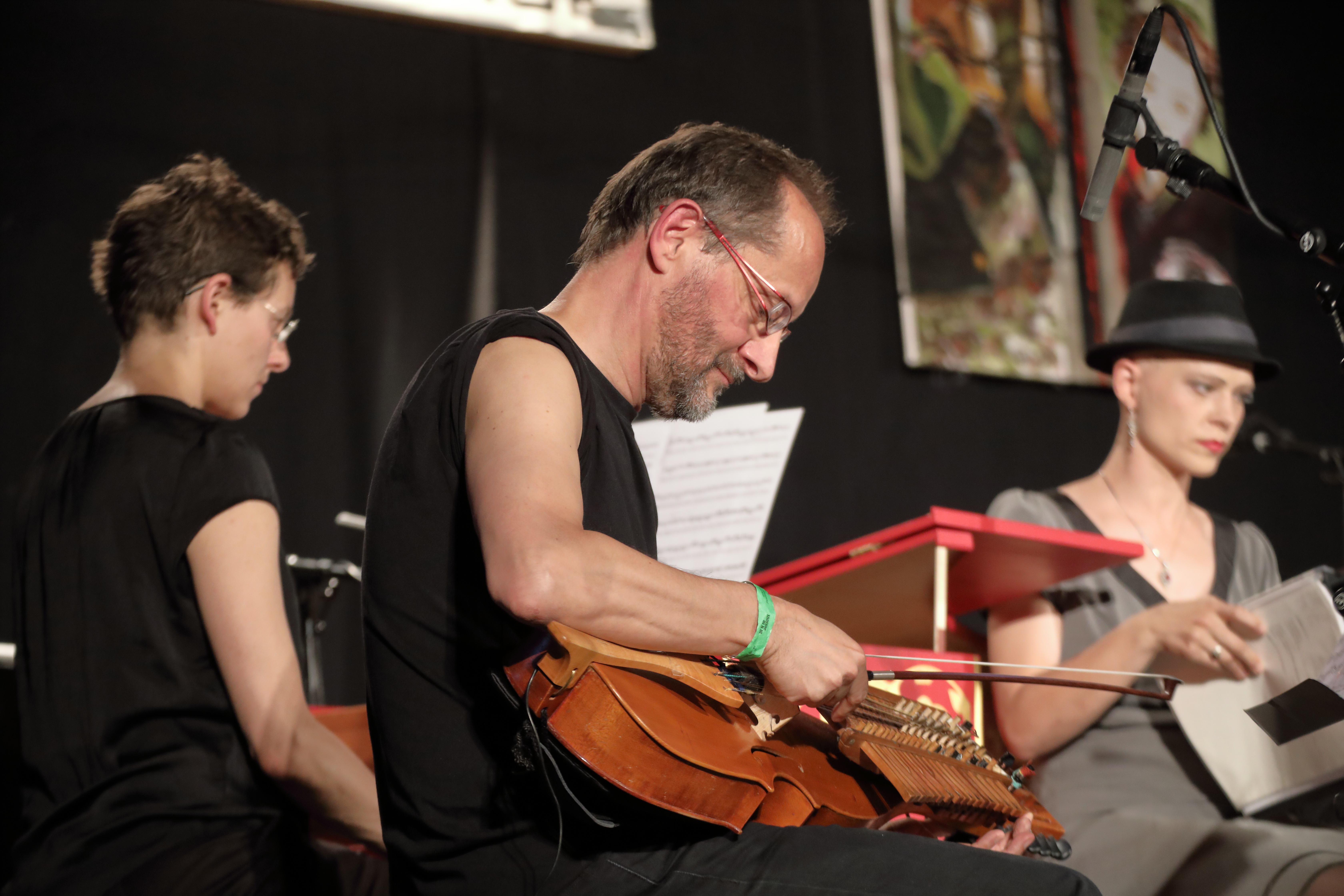
Mit Supersonus auf dem INNtöne Jazzfestival 2019

Marco Ambrosini (* 1964 in Forlì) ist ein italienischer Musiker, Komponist, Arrangeur und Nyckelharpa-Spieler mit Hauptwohnsitz in Deutschland.

## Leben
Marco Ambrosini erhielt seine musikalische Ausbildung von 1971 bis 1981, mit Violine und Viola (bei Adrio Casagrande) und Komposition (bei Mario Perrucci), am Istituto Musicale G. B. Pergolesi in Ancona und am Konservatorium „G. Rossini“ in Pesaro.
Seit 1983 spielt Marco Ambrosini Nyckelharpa, als einer der ersten hauptberuflichen Musiker seit der Barockzeit außerhalb Schwedens. Gemeinsam mit den Geigen- und heutigen Nyckelharpabauern Jean-Claude Condi und Annette Osann trug er maßgeblich zur Weiterentwicklung des Instruments und zu seiner Nutzung auch im Rahmen der Alten Musik bei.
Marco Ambrosini unterrichtet Alte Musik unter anderem bei den „Etappen für Alte Musik“ auf Burg Fürsteneck. Er ist Initiator und inhaltlicher Leiter der Europäischen Nyckelharpa-Fortbildung, die in Kooperation mit der Scuola di Musica Popolare di Forlimpopoli, Italien, der Akademie Burg Fürsteneck, Deutschland, und dem Eric Sahlström Institutet in Tobo, Schweden, als Fortbildungsmöglichkeit für Musiker auf der Schlüsselfidel konzipiert wurde.
Er ist künstlerischer Leiter der „Summer Master Classes – Early Music“ die jedes Jahr im August beim C.E.U.B. in Bertinoro, Italien stattfinden, in Zusammenarbeit mit der Fondazione Alma Mater der Universität Bologna, der Musikhochschule Trossingen und der Musik und Kunst Privatuniversität der Stadt Wien.

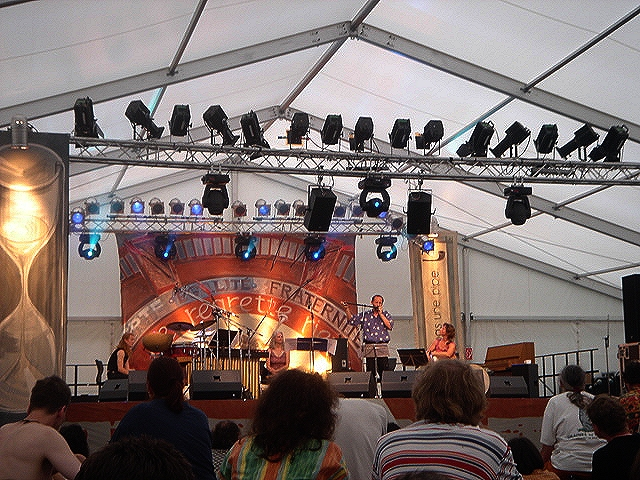
Marco Ambrosini mit syn.de (2006)

Marco Ambrosini arbeitet als Komponist, Solist und als Mitglied verschiedener Ensembles für Alte Musik, Barockmusik und Zeitgenössische Musik, unter anderem des Studio Katharco und Ensemble Oni Wytars (Deutschland), Els Trobadors (Spanien), Ensemble Unicorn, Ensemble Accentus, Clemencic Consort, Armonico Tributo Austria (Österreich), Ensemble Kapsberger (Rolf Lislevand, Norwegen), L’Arpeggiata (Christina Pluhar, Frankreich), mit Michael Riessler und Jean-Louis Matinier. Im Quintett Supersonus - The Europian Resonance Ensemble wirkt er gemeinsam mit Anna-Maria Hefele, Eva-Maria Rusche, Wolf Janscha und Anna Liisa Eller. 1994 spielte er Barock-Konzerte für die Moskauer Philharmonie als Nyckelharpasolist mit dem Ensemble LAD, 2013 in der Carnegie Hall mit Lucilla Galeazzi. Konzerte und Tourneen führten ihn in mehr als 25 Staaten. Seine Diskographie enthält über 150 CDs.

## Komponist/Werkverzeichnis
- Seit 1991 ist er gemeinsam mit Katharina Dustmann künstlerischer Leiter des Studio Katharco – sound:creations.
- 1993 wurde Marco Ambrosini vom Südwestfunk als Komponist für das New Jazz Meeting ausgewählt.
- Für das 1200-Jahre-Jubiläum der Stadt Frankfurt am Main komponierte er, im Auftrag der Frankfurter Messe, die Musik für die Musiktheaterproduktion „Kaiserkrönung“ (Regie: W. Lenssen).
- 1995 Im Auftrag des Kultusministeriums des Landes Nordrhein-Westfalen komponierte er die Musik für die Musiktheater-Produktion „La Divina Commedia“ (Theater Forum, Regie: W. Lenssen).
- 1996 wurde er vom Swedish Radio als Interpret und Komponist für das Nordic Jazz Meeting gewählt.
- 1997 Musikalischer Leiter für das Renaissance-Fest in Lemgo.
- In Zusammenarbeit mit der Alten Oper Frankfurt und dem Italienischen Kulturinstitut komponierte er zusammen mit Katharina Dustmann Die Rückkehr des Marco Polo. Uraufführung 1998.
- 1999 Uraufführung von Zwischen Himmel und Hölle (komponiert zusammen mit Katharina Dustmann) in der Maschinenhalle Zweckel, Regie: Wolfram Lenssen (Forum Interart)
- 2000 Uraufführung von misch:lagen
- 2001 Uraufführung von ZechenZirkus
- 2002 Uraufführung von illumina (für die EUROGA 2002) und QuasiBolero (für die Ernennung von Zeche Zollverein zum Kulturerbe durch die UNESCO)
- 2003 ILLUMINA 2, ExtraSchicht & Ensemblia (komponiert zusammen mit Katharina Dustmann), Regie: W. Lenssen (Forum Interart)
- 2004 Magic Illumina und Centro (Filmmusik komponiert zusammen mit Katharina Dustmann), Regie: W. Lenssen
- 2006 Wasserquintett, komponiert zusammen mit Katharina Dustman, Regie: Imma Schmidt
- 2007 Die Pennschnecke Jonathan, ein Hörspiel von und mit Thos Renneberg
- 2011 LA FOLLIA – the Triumph of Folly, (sony music/DHM)
- 2013 Janicar super Ambarabaccicciccoccò, für das EU-Projekt ENCORE[1]
- 2014 Inventio, mit J.-Louis Matinier (ECM)
- 2016 Pippi Langstrumpf - Hallenberg, mit Katharina Dustmann
- 2017 Jim Knopf - Hallenberg, mit Katharina Dustmann

## Veröffentlichungen

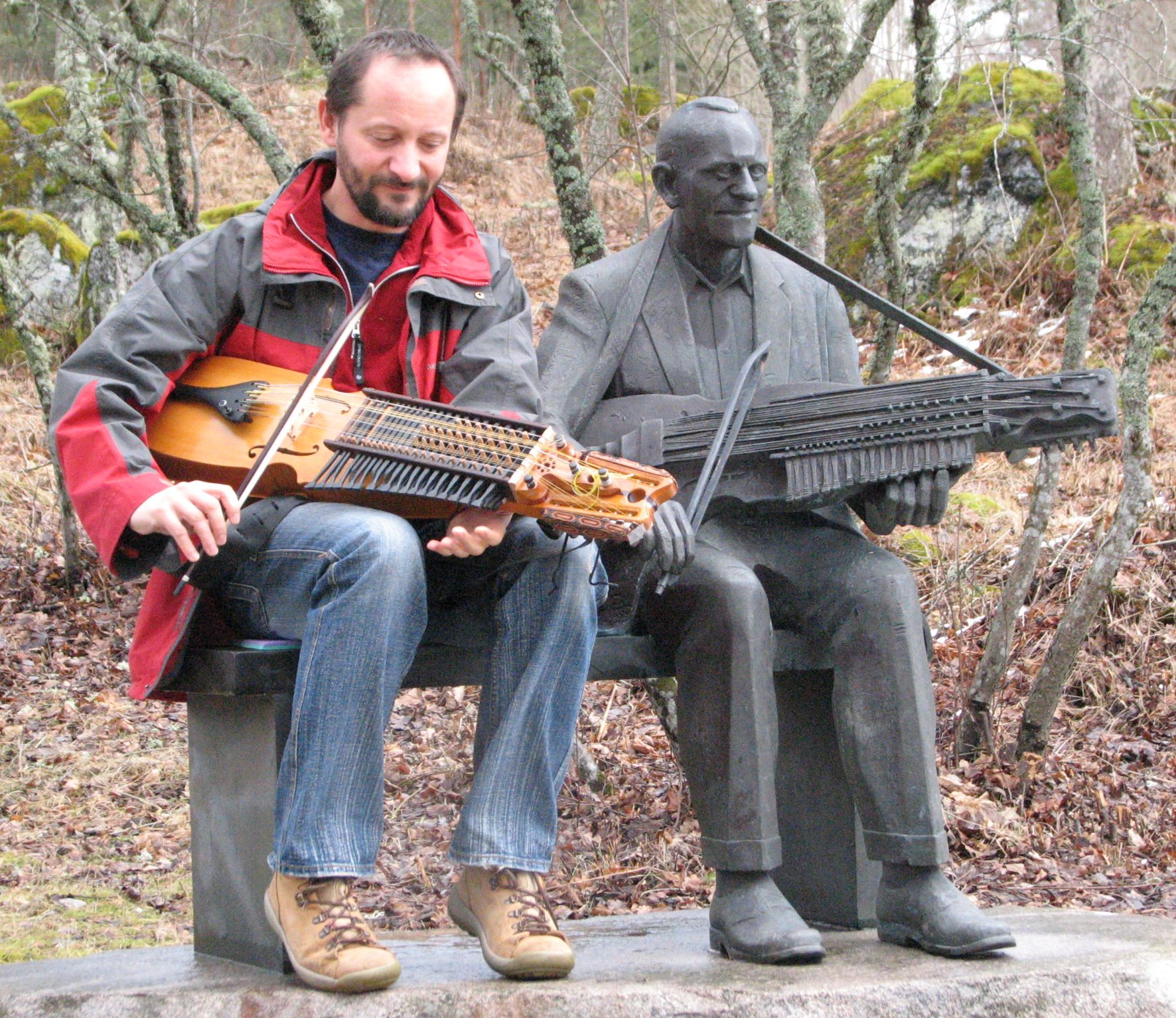
Marco Ambrobini spielt Nyckelharpa an der Skulptur des großen schwedischen Nyckelharpaspielers Eric Sahlström (März 2008)

- Einführung in die mittelalterliche Musik. (mit Michael Posch). 1992, ISBN 3-927240-13-3.
- The search for a methodology in devising exercises suitable for different types of nyckelharpa. 2011, CADENCE e-book
- Nyckelharpa – Exercises for daily practice. 2012, ISBN 978-3-943060-04-1.
- Nyckelharpa Symbols and Notation. (mit Jule Bauer und Didier François). 2013, ISBN 978-3-943060-01-0.
- Antonio Vivaldi: La Primavera (Edition für 3 Dudays, Viola und B.C., in Zusammenarbeit mit Eva-Maria Rusche). 2013, ISBN 978-3-943060-10-2
- Antonio Vivaldi: L’Autunno (Edition für 4 Dudays, Viola und B.C., in Zusammenarbeit mit Eva-Maria Rusche). 2014, ISBN 978-3-943060-11-9
- Orlando Gibbons, Fantasies of Two, Three and Six Parts (Edition for nyckelharpa-Schlüsselfidel - viola d’amore a chiavi). 2017, ISBN 978-3-943060-13-3